# O Último Amor do Príncipe Genghi
O Último Amor do Príncipe Genghi ou Le dernier amour du prince Genghi, é um conto de Marguerite Yourcenar, pertencente ao livro Contos orientais (Nouvelles orientales), de 1938.

## O Conto
Para escrever este conto O último amor do príncipe Genghi, Marguerite baseou-se no Genji Monogatari, uma obra-prima da literatura japonesa do século XI que fez parte dos monogarati (narrativas em prosa e verso). Em cinquenta e quatro capítulos narra a juventude e maturidade de Genghi, o “príncipe brilhante”, cujo maior talento era a arte do Amor, a mais apreciada na corte. Na última parte, é dominante o princípio budista que aponta para a consciência do efémero.
Da autora, Murasaki Shikibu, sabe-se que morreu a cerca de 1014 e que, tendo entrado ao serviço de Shoshi, uma das consortes do imperador Ichijo, fez parte de um brilhante grupo literário de mulheres, estimulado pela rivalidade existente entre as alas de Shoshi e a de Teishi, outra das esposas do imperador.

## Nota da autora da novela
“Em O último Amor do Príncipe Genghi, as personagens e o quadro da narrativa foram colhidos (...) num grande texto literário do passado, no admirável romance japonês do século XI Genghi Monogatari, (...), que relata em seis ou sete volumes as aventuras de um Don Juan asiático de grande estilo. Mas, com uma delicadeza muito característica, Mourasaki “escamoteia” por assim dizer a morte do seu heróis e passa do capítulo em que Genghi já viúvo decide retirar-se do mundo para aquele em que o seu próprio fim é um facto consumado. A novela que acabam de ler pretende, se não preencher esta lacuna, pelo menos permitir imaginar o que teria sido esse epílogo se a própria Mourasaki o tivesse composto.”

## Balanço Final
Em suma, podemos dizer, concretamente, que a acção se passa há algum tempo atrás. A narração começa com um personagem com uma idade de cinquenta anos. Podemos, então, juntar mais uns dias, sendo eles os de preparação e viagem para o eremitério. Mais tarde, várias vezes durante o texto, e a par das referências temporais diárias, há referências às quatro estações do ano. No início do conto, a estação é a do Outono (“como era Outono” linhas 2 e 3 do 2º parágrafo), mais tarde muda para a Primavera (“A chuva miúda da Primavera caía” linhas 14 e 15 do 7º parágrafo), e depois para o Verão (“O Verão chegara à montanha antes dela” linha 1 do 29º parágrafo) e novamente para o Outono (“O Outono chegou” linha 1 do 47º parágrafo). Há ainda referência ao final do Outono, e, por isso, uma alusão à ameaça do Inverno que, a meu ver, é propositada, uma vez que os dois Invernos (da vida de Genghi e do tempo atmosférico) coincidem. Podemos também concluir, que o texto se baseia num ano da vida de Genghi, aproximadamente (Isto porque cada estação tem três meses. Temos quatro estações, logo doze meses, um ano).
Quanto ao espaço, sabemos apenas que a acção decorre na Ásia e, a julgar pelos nomes (e pela História de Genghi (segundo Yourcenar), ver “Nota da autora da novela”), num país nipónico, nomeadamente o Japão. Sabemos também que o conto começa na cidade de um príncipe, talvez a capital do País, uma vez que estava ligada ao Imperador, e que depois, ao longo de toda a novela, se desenrola numa pequena casita (e arredores) na encosta de uma montanha local, a três dias de caminho, à beira de uma àrvore centenária. Além do espaço físico, psicologicamente, Genghi faz viagens ao passado, com uma terrível nostalgia, acabando por ser esse o desfecho do conto, um testamento de memórias e opiniões.
O texto é de uma beleza imensa, sendo a minha parte favorita a da despedida de Genghi, o que não me surpreendeu, visto já ter lido a Obra ao Negro de Marguerite Yourcenar. No entanto, o que verdadeiramente me surpreendeu, foi o facto de o texto ser de fácil compreensão, e que retrata a vida simples de um homem que gostava de ser simples.